# Agencja ds. Informacji i Bezpieczeństwa Wewnętrznego (Włochy)
Agencja ds. Informacji i Bezpieczeństwa Wewnętrznego (wł. Agenzia informazioni e sicurezza interna). Razem z AISE (Agencją ds. Informacji i Bezpieczeństwa Zewnętrznego) jest częścią włoskiego Departamentu ds. Informacji i Bezpieczeństwa.
Nadrzędnym zadaniem AISI jest zbieranie oraz analizowanie wszystkich użytecznych informacji, by zapewnić bezpieczeństwo wewnętrzne państwa oraz jego instytucji demokratycznych. Pozyskane dane mają umożliwić zminimalizowanie potencjalnych zagrożeń i udaremnianie każdej prawdopodobnej formy ataku terrorystycznego wewnątrz granic państwa włoskiego.
AISI odpowiada przed premierem oraz regularnie składa raporty ministrowi spraw wewnętrznych, ministrowi spraw zagranicznych i ministrowi obrony narodowej, jeśli pozyskane dane nawiązują do kompetencji wyżej wymienionych ministerstw.
Podstawą prawną działalności AISI jest ustawa z 3 sierpnia 2007 roku.

## Geneza
W 2007 roku drugi rząd Romana Prodiego podjął się zadania kompleksowej reformy włoskich służb specjalnych, na podstawie której powstało m.in. AISI.
Przed reformą, działalność służb specjalnych była określona przez ustawę z 1977 roku, która przewidywała podział kompetencji na cywilne i wojskowe. Sprawami cywilnymi zajmowała się SISDE (wł. Servizio per Informazioni e la Sicurezza Democratica, pol. Służba Wywiadu i Bezpieczeństwa Ustroju Demokratycznego). Z kolei sprawy wojskowe należały do gestii SISMI (wł. Servizio per le Informazioni e la Sicurezza Militare, pol. Służba Wywiadu i Bezpieczeństwa Wojskowego). Jednostki podlegały kolejno ministrowi spraw wewnętrznych oraz ministrowi obrony narodowej.
Reforma z 2007 roku wprowadziła trzy kluczowe zmiany:
- likwidację wcześniej obowiązujących służb,
- powołanie nowych agencji z innymi kompetencjami,
- przeniesienie odpowiedzialności nadzorowania i koordynowania działalności tychże służb bezpośrednio do zadań prezesa Rady Ministrów, a nie jak wcześniej: ministrów.

Nowo powstałe służby specjalne dzielą się na dwie odrębne agencje: AISE i AISI. Obie nadzorowane i koordynowane przez Departament ds. Informacji i Bezpieczeństwa.
Prezes Rady Ministrów może zdecydować czy samodzielnie będzie przewodził ich działalności czy za pośrednictwem Delegowanego organu ds. bezpieczeństwa republiki (wł. Autorità delegata per la sicurezza della repubblica). Premier Giuseppe Conte w trakcie pierwszej fazy pandemii COVID-19 wiosną 2020 roku bezpośrednio nadzorował pracę obu agencji.

## Struktura
Nadrzędną funkcję w działalności AISI pełni Dyrektor, mianowany przez Prezesa Rady Ministrów po uzyskaniu zgody ze strony CISR (Comitato interministeriale per la sicurezza della Repubblica, czyli Komitet międzyresortowy dla bezpieczeństwa Republiki). Kadencja jest czteroletnia z możliwością jednorazowego przedłużenia.
Do zadań Dyrektora AISI należy przede wszystkim regularne składanie raportów prezesowi Rady Ministrów o działalności Agencji. Oprócz tego raz do roku składa ogólny raport działalności AISI przed CISR. Ponadto jest członkiem najwyższego sztabu i zarządu administracji. W końcu, ponosi odpowiedzialność za organizację i działalność Agencji.
Dyrektorowi podlega jeden lub więcej wicedyrektorów, powoływanych i odwoływanych przez Prezesa Rady Ministrów na wniosek Dyrektora AISI. Pozostałe stanowiska są nominowane samodzielnie przez Dyrektora.

## Dotychczasowi Dyrektorzy
| Osoba | Osoba              | Okres sprawowania funkcji | Okres sprawowania funkcji |
| Lp.   | imię i nazwisko    | od                        | do                        |
| ----- | ------------------ | ------------------------- | ------------------------- |
| 1     | Franco Gabrielli   | 2007                      | 2008                      |
| 2     | Giorgio Piccirillo | 2008                      | 2012                      |
| 3     | Arturo Esposito    | 2012                      | 2016                      |
| 4     | Mario Parente      | 2016                      | nadal                     |

## Działalność
Działalność AISI oscyluje wokół zbierania, a następnie analizowania wszystkich informacji, które w jakimkolwiek stopniu mogłyby okazać się szkodliwe dla Republiki i Konstytucji z punktu widzenia polityki wewnętrznej. Z racji swoich kompetencji Agencja ma za zadanie wykorzystać zebrane informacje tylko i wyłącznie do ochrony aktywności wewnątrz państwa. Oprócz tego AISI ma na celu zwalczać wszelkie próby obcego szpiegostwa za pomocą kontrwywiadu. Agencja zajmuje się także rozpowszechnianiem wiedzy ogólnej o światowych służbach specjalnych w ramach publikacji we własnym magazynie „Gnosis”.
Jedynym wyjątkiem, który umożliwia działalność AISI poza terenem Włoch jest współpraca z AISE, o ile obie agencje pracują razem nad sprawą. W takim wypadku koordynacją działań zajmuje się Departament ds. Informacji i Bezpieczeństwa.
Działalność AISI nie może być wykonywana przez żaden inny organ, organizację czy urząd.

## Kontrola i nadzór
Działania Systemu Informacji o Bezpieczeństwie są poddawane szeregowi kontroli ze strony organów kontrolnych w celu zapewnienia, że wszystko odbywa się zgodnie z Konstytucją i ustawami, w wyłącznym interesie oraz w obronie Republiki i jej instytucji.
Kontrolę parlamentarną sprawuje Parlamentarny Komitet Bezpieczeństwa Republiki (COPASIR).
Kontrolę legalności aktów Systemu i administracyjno-rachunkową procedur odnoszących się do jego autonomicznego budżetu, z wyłącznym odniesieniem do zwykłych wydatków, przeprowadza odpowiednio Trybunał Obrachunkowy oraz Biuro Budżetowo-Rachunkowe Prezydencji Rady Ministrów za pośrednictwem swoich oddziałów. Członkowie są zobowiązani do zachowania tajemnicy i są wyznaczani odpowiednio przez Prezesa Trybunału Obrachunkowego i Prezesa Rady Ministrów. Biuro Trybunału Obrachunkowego jest odpowiedzialne za:
- sprawdzanie legalności i prawidłowości zarządzania w odniesieniu do ostatecznego budżetu zwykłych wydatków DIS, AISE i AISI;
- prewencyjną kontrolę legalności aktów przyjętych przez DIS, AISE i AISI;
- przygotowanie raportu dotyczącego końcowego bilansu, który ma być przesłany do COPASIR, wraz ze sprawozdaniem organu kontroli wewnętrznej DIS[9].

Sposoby wykonywania czynności kontrolnych określa dekret Prezesa Trybunału Obrachunkowego. Za kontrolę prewencyjną dokumentów zarządczych dotyczących wydatków zwykłych DIS, AISE i AISI odpowiada urząd oddelegowany do Biura Budżetowo-Rachunkowego Prezydencji Rady Ministrów.
Nadzór administracyjny i zarządczy nad dokumentami AISI sprawuje Biuro Inspekcyjne oraz organ kontroli wewnętrznej.
Centralny Urząd Kontroli (UCI), za pośrednictwem organu inspektorów, ma za zadanie sprawdzać, czy działalność prowadzona przez AISE i AISI jest zgodna z przepisami ustaw, rozporządzeń i zarządzeń Prezesa Rady Ministrów. Weryfikacja przeprowadzana jest na podstawie zatwierdzonego planu rocznego po zasięgnięciu opinii COPASIR. UCI prowadzi również dochodzenia wewnętrzne dotyczące członków i byłych członków organów informacyjnych na zlecenie Prezesa Rady Ministrów na wniosek COPASIR. Inspektorom gwarantuje się pełną autonomię i niezależność osądu w wykonywaniu swoich funkcji. Z upoważnienia Przewodniczącego Rady lub upoważnionego organu inspektorzy przeprowadzają wewnętrzne dochodzenia w sprawie określonych epizodów lub zachowań, które miały miejsce w kontekście AISE lub AISI.
Organ kontroli wewnętrznej sprawuje dynamiczną funkcję kontroli zarządzania i postępu wydatków DIS, AISE i AISI w ciągu roku budżetowego.
Funkcje kontrolne pełni również Centralne Biuro Archiwów, które jest odpowiedzialne za nadzór nad bezpieczeństwem, utrzymaniem i właściwym zarządzaniem archiwami DIS, AISE i AISI. Odpowiada również za:
- zarządzanie centralnym archiwum DIS;
- wykonanie przepisów dotyczących funkcjonowania i dostępu do archiwów DIS, AISE i AISI;
- przechowywanie w archiwum historycznym DIS dokumentacji związanej z działalnością i sprawozdaniami finansowymi AISE i AISI oraz dokumentacji dotyczącej gwarancji funkcjonalnych i powiązanych procedur autoryzacji[9].

## Kontrowersje wokół AISI

### Proces sądowy byłych tajnych agentów
Implementacja reformy niestety nie obyła się bez skandalu związanego z publicznym procesem byłych funkcjonariuszy przeciwko własnym pracodawcom. Wszystko rozpoczęło się w kwietniu 2007 r., kiedy pierwszy Dyrektor AISI, Franco Gabrielli, rozkazał swojemu wicedyrektorowi, Francesco La Motta, wybranie 80 pracowników byłej już SISDE. Wybrani funkcjonariusze mieli zostać wykluczeni z działalności nowej Agencji i przywróceni do pracy w pierwotnych jednostkach administracyjnych lub skierowani na emerytury.
Oddelegowani funkcjonariusze skierowali w formie odwołania sprawę do TAR, czyli Tribunale amministrativo regionale (Trybunał administracyjny regionu, odpowiednik polskich sądów administracyjnych). Byli funkcjonariusze zarzucili kierownictwu AISI m.in. kumoterstwo, nepotyzm i korupcje. AISI wszystkim zarzutom publicznie zaprzeczył. Z kolei TAR ostatecznie zawiesił postępowania z racji fumus boni iuris.
Postępowanie sądowe skompromitowało jednak tajność systemu służb specjalnych, gdyż odwołania są publiczne. Z tego powodu w jawnej dokumentacji sądowej zostały wymienione dane osobowe oraz procedury Agencji, które dotychczas nie były podane do publicznej wiedzy.

### Skandale, oskarżenia i postępowania sądowe Francesca La Motty
W ogniu krytyki znalazł się też wicedyrektor AISI, Francesco La Motta. To w jego gestii leżało wybranie tajnych agentów, którzy następnie skierowali odwołanie do TAR. Niemniej postępowania sądowe La Motty nie były związane z tą sprawą.
W 2013 roku wicedyrektor został oskarżony przez oddział prokuratury Neapolu o pomoc i ujawnienie tajnych informacji AISI w 2007 roku klanowi Polverino, czyli włoskiej organizacji przestępczej. Domniemane powiązanie między La Motta a mafią zostało znalezione w trakcie śledztwa, które dotyczyło próby zakupu przez klan Polverino opuszczonego morskiego arsenału Marynarki Neapolu w 2007 roku. Ostatecznie w 2015 roku wicedyrektor został oczyszczony z zarzutów z powodu braku wystarczających dowodów.
Druga sprawa dotyczyła defraudacji pieniędzy od 2006 r. i w trakcie pełnienia urzędu wicedyrektora AISI od 2008 roku. La Motta został oskarżony wraz z mężem swojej kuzynki, Eduardo Tartaglia i brokerem Rocco Zullino o utworzenie fałszywej organizacji w Szwajcarii, na konto bankowe której regularnie były przelewane duże kwoty pieniędzy. Pieniądze miały pochodzić od łapówek mafii oraz FEC (Fondo Edifici di Culto, czyli Fundusz na rzecz budynków kultu, który przynależy do MSW). La Motta w 2006 roku był jeszcze odpowiedzialny za dystrybucję środków właśnie ww. funduszu. W czerwcu 2013 roku La Motta został aresztowany oraz oskarżony przez prokuraturę Rzymu o sprzeniewierzenie, oszustwo i fałszerstwo.  W 2015 r. rozpoczął się proces, który ostatecznie zakończył się w 2017 roku z oczyszczeniem z wszystkim zarzutów La Motty.
Francesco La Motta pełnił funkcję wicedyrektora AISI od 2007 roku do marca 2013 roku, kiedy przeszedł na emeryturę.